# Palača Barzan
Palača Barzan (arabsko قصر برزان) je bila zgodovinska palača v Ḥaʼilu v Saudovi Arabiji. Njeno gradnjo je leta 1808 začel princ Mohamed bin Abdul Muhsin Al Ali. Palača je bila dokončana med vladavino drugega rašidskega emirja, Talala bin Abdulaha. Od palače ni ostalo nič, razen dveh stolpov, ki sta jo včasih obdajala. Palača Barzan je bila visoka 70 metrov.
Palača Barzan je bila sestavljena iz treh nadstropij in je obsegala več kot 300.000 kvadratnih metrov površine. V pritličju so bile sprejemne dvorane, vrtovi in kuhinje. V prvem nadstropju so bili diplomatski gostje, drugo nadstropje pa je zasedla kraljeva družina. Stala je blizu suka Barzan.
Ibn Saud je ukazal uničiti palačo, potem ko je leta 1921 z oblasti vrgel zadnjega emirja Al Rašida.

## Palača v dobi Al Rašida
Ko sta Abdulah Al-Ali Al-Rašid in njegov brat Obaid leta 1834 strmoglavila vladavino Al Alija, sta se odločila, da palačo Barzan prevzameta za sedež emirata in novo središče mesta Ḥaʼil. Nekatere njene dele so v kratkem času ponovno zgradili in popravili, tako da je postal sedež vladnega središča in rezidenca vladajoče družine Al Rašid.
Palača je ostala nasledstvo vladajočih generacij družine Al Rašid, središče državne uprave, med vladavino princa Talala bin Abdulaha bin Alija Al Rašida (drugi vladar 1847-1866) pa je bilo več trgovin, na njenem dvorišču so bile zgrajene obrtne in industrijske delavnice, med vladavino princa Mohameda bin Abd Allaha bin Alija Al-Rašida (peti vladar 1873-1897) pa so razširili trg Barzan in suk ter zgradili Veliko mošejo Barzan, kar je sovpadlo z izgradnjo ogromnega obzidja okoli mesta.